# Saale-Thüringen-Südharz-Netz
Das Saale-Thüringen-Südharz-Netz ist ein Vergabenetz des Schienenpersonennahverkehrs in Thüringen. Es wird seit Dezember 2015 bis mindestens Dezember 2030 von Abellio Rail Mitteldeutschland betrieben. Aufgabenträger sind neben dem Land Thüringen der Nahverkehrsservice Sachsen-Anhalt (NASA GmbH), die Nahverkehrsservicegesellschaft Thüringen (NVS), der Zweckverband für den Nahverkehrsraum Leipzig (ZVNL), der Nordhessische Verkehrsverbund (NVV) und die Landesnahverkehrsgesellschaft Niedersachsen (LNVG).

## Geschichte

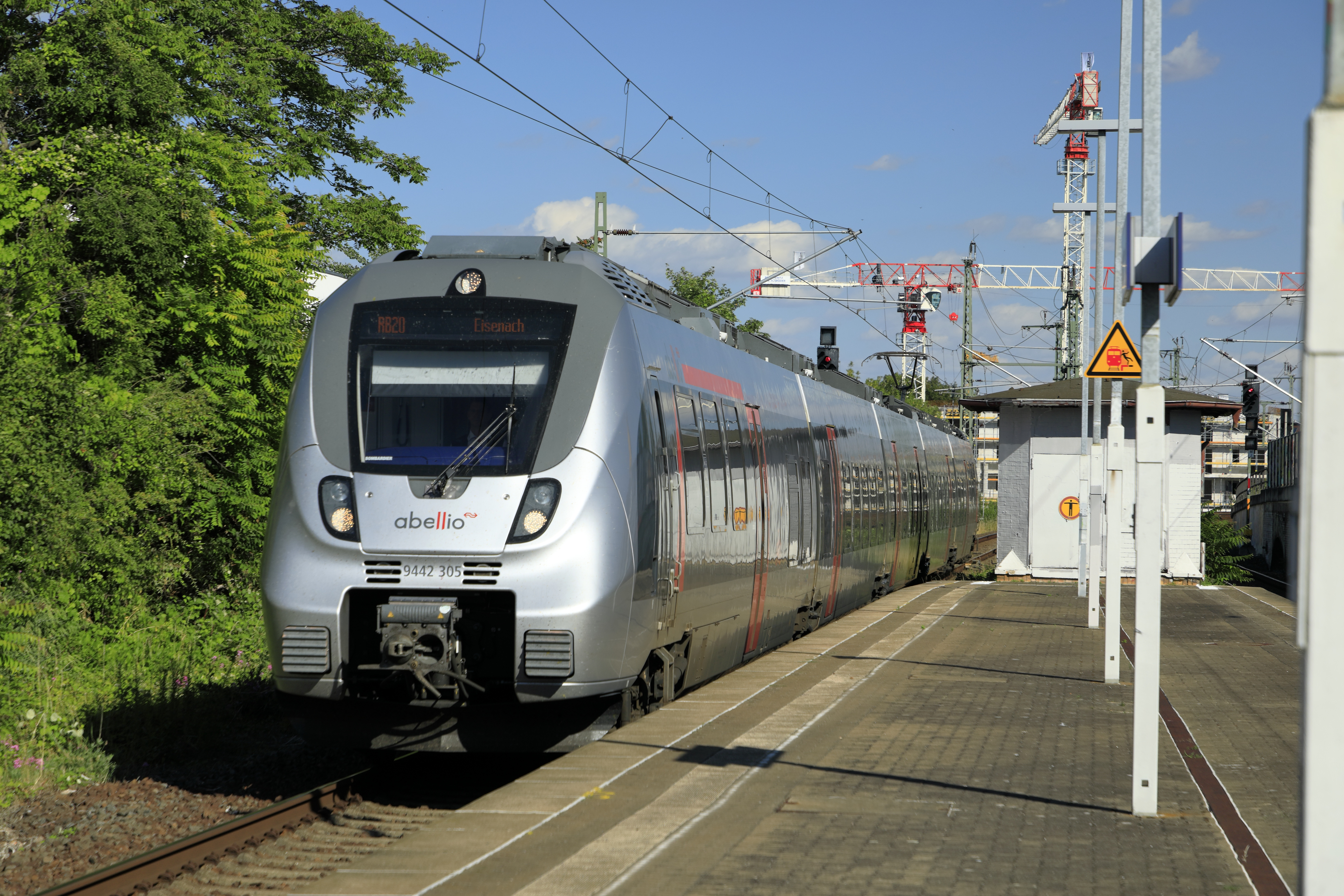
Talent 2 auf dem Weg nach Eisenach in Leipzig-Gohlis

Das Netz wurde erstmals im Jahr 2012 ausgeschrieben. Im Oktober dieses Jahres wurde die Abellio Rail Mitteldeutschland zum neuen Betreiber ab Dezember 2015 ernannt, welche 35 Elektrotriebzüge vom Typ Talent 2 einsetzt. 
Am 5. Oktober 2015 startete ein Vorlaufbetrieb, bei dem Abellio einige Leistungen des bisherigen Betreibers DB Regio Südost übernahm, welcher auf den Strecken lokbespannte Wendezüge einsetzte. Der Vorlaufbetrieb diente unter anderem dazu, das Abellio-Personal praktisch zu schulen.
Seit dem Fahrplanwechsel 2023 kommen zusätzlich drei Fahrzeuge vom Typ Talent 3 Plus zum Einsatz, die ursprünglich für die ÖBB gebaut worden sind, jedoch wegen einiger Mängel nicht abgenommen wurden. Die Fahrzeuge werden von Abellio im Auftrag der Aufgabenträger von Alstom bis zum Auslaufen des Verkehrsvertrages Ende 2030 geleast. Anders als bei der Talent-2-Flotte übernimmt der Betreiber die Wartung nicht selbst, stattdessen werden die Reparatur- und Instandhaltungsarbeiten von Alstom ausgeführt.

## Linien
Das Netz erstreckt sich quer durch das Bundesland Thüringen und reicht bis in die Bundesländer Hessen, Sachsen und Sachsen-Anhalt.  Es geht von Eisenach/Kassel im Westen bis Leipzig im Osten sowie von Halle (Saale) im Norden bis Saalfeld im Süden. Bedient werden 127 Bahnhöfe und Haltepunkte. Die gesamte Länge aller Strecken beträgt etwa 575 Kilometer.
Eigens für das Vergabenetz errichtete Abellio ein Betriebswerk in Sangerhausen, in dem die Wartung und Instandhaltung der Züge erfolgt. 

Liniennetzplan mit allen momentan befahrenen Linien. Stand: Juli 2024

### Aktuelle Linien
| Linie | Zuglauf                                 | Bemerkungen                     |
| ----- | --------------------------------------- | ------------------------------- |
| RE 8  | Halle (Saale) Hbf – Leinefelde          |                                 |
| RE 9  | Halle (Saale) Hbf – Kassel-Wilhelmshöhe | bis 2017 weiter nach Bitterfeld |
| RE 15 | Leipzig Hbf – Saalfeld (Saale)          | seit 2023                       |
| RE 16 | Halle (Saale) Hbf – Erfurt Hbf          |                                 |
| RB 20 | Eisenach – Leipzig Hbf                  | bis 2017 nach Halle (Saale) Hbf |
| RB 25 | Halle (Saale) Hbf – Saalfeld (Saale)    |                                 |
| RB 57 | Nordhausen – Heilbad Heiligenstadt      |                                 |
| RB 59 | Sangerhausen – Erfurt Hbf               |                                 |
| S 7   | Sangerhausen – Halle (Saale) Hbf        | → S-Bahn Mitteldeutschland      |

### Ehemalige Linien
| Linie   | Zuglauf                                 | Bemerkungen                                      |
| ------- | --------------------------------------- | ------------------------------------------------ |
| SE 15   | Leipzig Hbf – Saalfeld (Saale)          | Umbezeichnung in RE 15                           |
| RE 17   | Erfurt Hbf – Naumburg (Saale) Hbf       | bis 2023                                         |
| RE 18   | Saalfeld (Saale) – Halle (Saale) Hbf    | Abgabe an DB Regio, Betriebseinstellung 2023     |
| RE 19   | Leinefelde – Dessau Hbf                 | Ersatz durch RE 8                                |
| RB 24   | Naumburg (Saale) Hbf – Saalfeld (Saale) | Ersatz durch RB 25                               |
| RB 51   | Eichenberg – Nordhausen                 | Ersatz durch RB 57                               |
| RB 75   | Nordhausen – Halle (Saale) Hbf          | Ersatz durch S 7 zwischen Sangerhausen und Halle |
| Quelle: |                                         |                                                  |